# Fuentespina
Fuentespina település Spanyolországban, Burgos tartományban. Fuentespina Aranda de Duero, Fresnillo de las Dueñas, Fuentelcésped, Milagros és Campillo de Aranda községekkel határos. Lakosainak száma 816 fő (2024).

## Népesség
A település népessége az utóbbi években az alábbiak szerint változott:
| Lakosok száma | 608  | 663  | 685  | 692  | 749  | 767  | 778  | 757  | 770  | 816  |
|               | 2001 | 2004 | 2006 | 2009 | 2011 | 2014 | 2016 | 2019 | 2021 | 2024 |